# Peucedanum lowei
Peucedanum lowei é uma espécie de planta com flor pertencente à família Apiaceae. 
A autoridade científica da espécie é (Coss.) Menezes, tendo sido publicada em Brotéria. Sér. Bot. 1927, xxiii. 74.

## Portugal
Trata-se de uma espécie presente no território português, nomeadamente no Arquipélago da Madeira.
Em termos de naturalidade é endémica da região atrás referida.

## Protecção
Não se encontra protegida por legislação portuguesa ou da Comunidade Europeia.